# Вузькоколійна залізниця Броди — Шнирів
Вузькоколійна залізниця Броди — Шнирів — одна з недіючих в Україні вузькоколійних залізниць. Вузькоколійна залізниця на паровій тязі була збудована у 1911 році між Бродами та Шниревом, що на Львівщині, з метою — вивезення деревини з лісів північно-західної Бродівщини. Довжина колії — 60 кілометрів.

## Історія
Зростання економіки Австро-Угорщини у другій половині XIX століття зумовило необхідність інтенсивнішого використання лісових ресурсів. Однак ліси, що прилягали до шосейних шляхів, до кінця століття були практично вирубані. Тому нові лісосіки відводилися у віддалених місцях, найраціональнішим транспортом для вивезення деревини з котрих, виявилися вузькоколійні залізниці, що наприкінці XIX століття почали працювати паралельно з мережею ширококолійних. 
Інтенсивна розробка лісових ресурсів Галичини викликала пожвавлення в будівництві мереж вузькоколійок (ширина колії 750—760 мм), прокладення котрих супроводжувалося створенням стаціонарних інженерних (мости, переправи, естакади тощо), житлових та господарських споруд. Система вузькоколійних залізниць була тісно інтегрована в загальну систему залізничного транспорту. 
Між Старими Бродами та Смільним було велике деревообробне підприємство — тартаки спілки «Фореста», яке на початку 1900-х років розбудував Вільгельм Шмідт.. У 1923 році тартак, що мав дві пилорами та сім циркулярних пил, продукував понад 13 тисяч кубометрів сосни і 3,3 тисячі кубометрів дубини та вільшини. Тартаки були сполучені з лісовими комплексами на північний захід від Бродів вузькоколійною залізницею довжиною понад 60 км. Перед другою світовою війною підприємство перебрала нова установа «Спілка Броди» 
Влада Австро-Угорщини протягом 1912—1913 років спорудила для лісовозів 39-кілометрову залізницю «Броди — Шнирів», що складалася з двох гілок:
- Шнирівської — (Броди — Сидинівка — присілок Лагодова Голотівка — ліс Гайдзіско — Шнирів);
- Берлинської, що проходила через м. Броди (вул. Залізнична — Замок — вул. Конюшківська — вул. Шептицького) — Берлин — присілок Бовдурів Зраб. Кінцева станція розташовувалась південніше станції Броди, на Швабах.

Під час бойових дій першої світової війни російські й австрійські вояки влітку 1915 року розібрали 31 км колії.
Після 1919 року перші 18 км були відновлені польською владою, але ширина колії зменшилася з 750 мм до 600 мм. Станом, на 1924 рік Шнирівська та Берлинська гілки були окремими, тобто не перетиналися між собою у Бродах. На початок Другої світової війни довжина дороги склала 60 км. Закрита у 1941 році.
Частково вузькоколійка працювала до 1960-х років.

## Рухомий склад
До реконструкції на вузькоколійці працювали танк-паровози серії O & K 6506 і 6507 (1913 року випуску, 0-3-0Т), захоплені у німців російськими військами у 1915 році.

## Сучасний стан
Залізниця брала початок на південь від станції Броди, перетиналась із залізницею Броди — Львів у районі Сидинівки, де зберігся міст. Другий міст, через який проходила залізниця Броди — Львів розібрали. Насип залізниці добре видно в південному напрямку. У північному напрямку насипу немає, його розібрали на початку 1990-х років.
Нині там, де колись проходила вузькоколійка — це ґрунтова лісова дорога, що активно використовувалась й за радянських часів. На межі Берлинського та Лешнівського лісництв вузькоколійка перетинає річку Бовдурку. Міст було відновлено за радянських часів. У середині XX століття колія, що з'єднувала військову базу 351-го ракетного полку 37-ї ракетної дивізії з дорогою Броди — Лешнів, була викладена бетонними плитами.
При дорозі Броди — Лешнів розташоване заповідне урочище «Піски».